# Saint-Clar
Saint-Clar is een gemeente in het Franse departement Gers (regio Occitanie). De plaats maakt deel uit van het arrondissement Condom. Saint-Clar telde op 1 januari 2022 1.052 inwoners.

## Geografie
De oppervlakte van Saint-Clar bedroeg op 1 januari 2022 17,91 vierkante kilometer; de bevolkingsdichtheid was toen 58,7 inwoners per km².

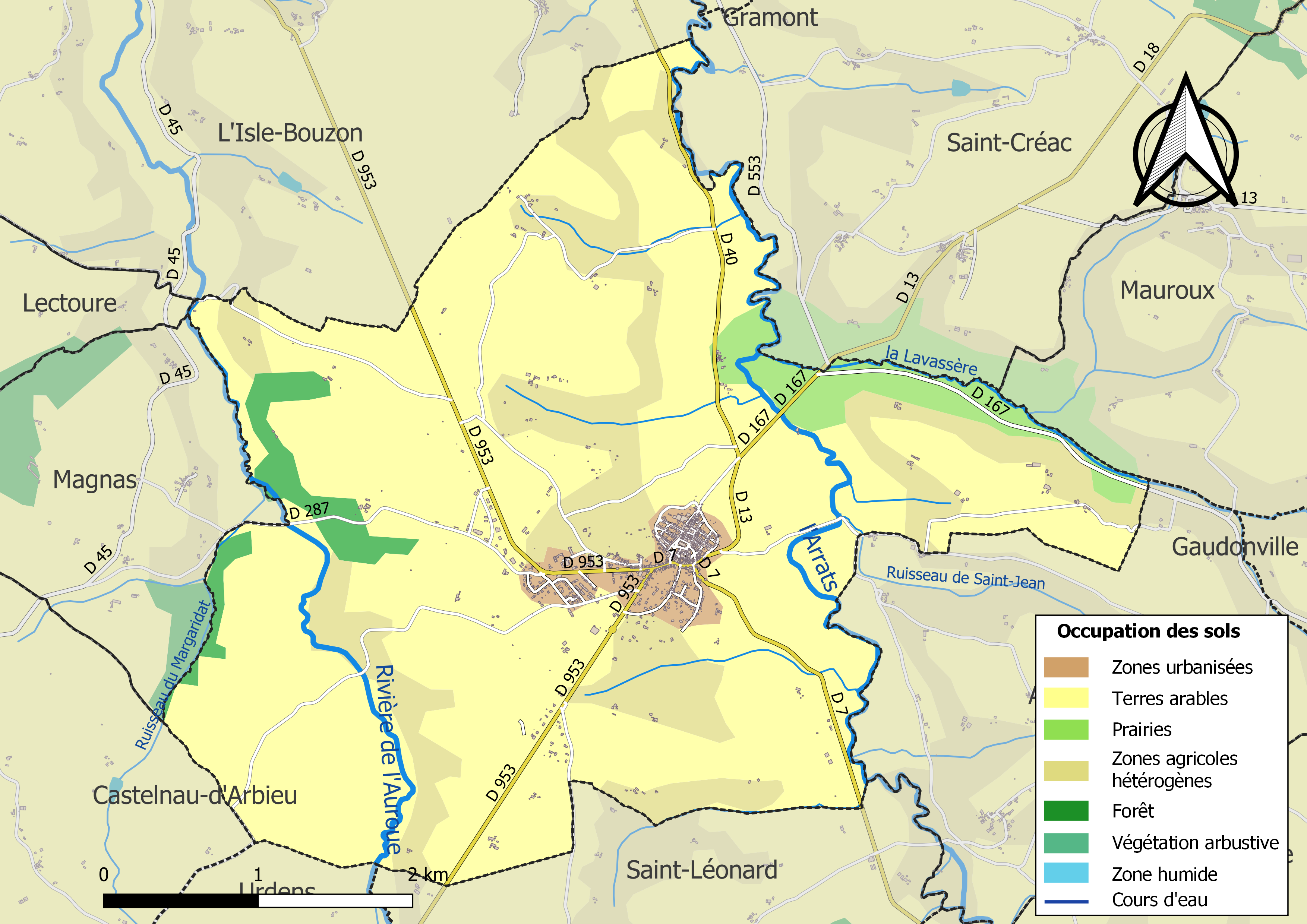
Kaart van de gemeente met belangrijkste infrastructuur, bodemgebruik en omliggende gemeenten

## Demografie
Onderstaande figuur toont het verloop van het inwonertal (bron: INSEE-tellingen).